# Schönenwerd
Schönenwerd es una comuna suiza del cantón de Soleura, situada en el distrito de Olten. Limita al norte con la comuna de Erlinsbach y Eppenberg-Wöschnau, al este de nuevo con Eppenberg-Wöschnau, al sur con Unterentfelden (AG), Oberentfelden (AG) y Gretzenbach, y al oeste con Niedergösgen.

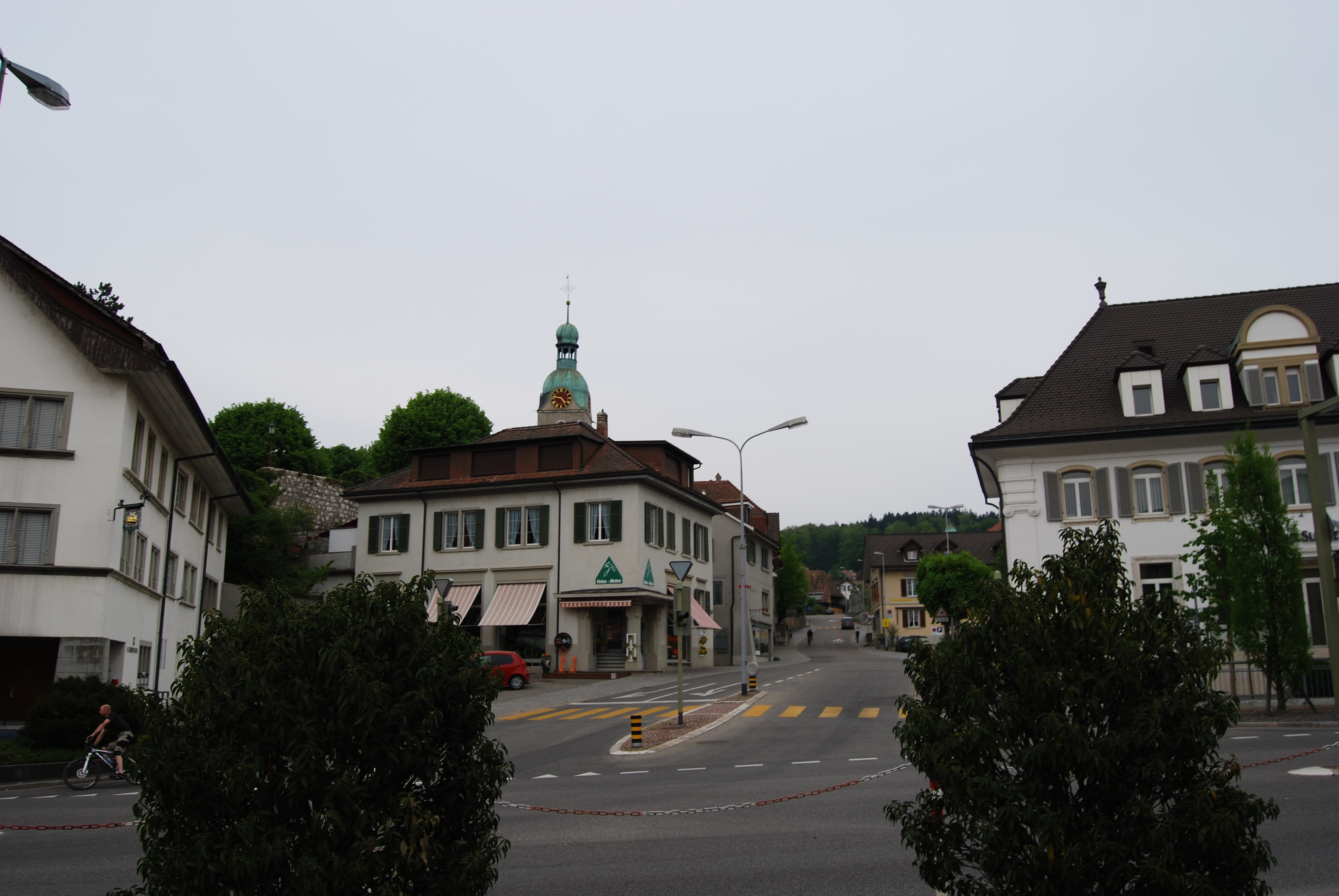
Schönenwerd